# Hastingsia alba
Hastingsia alba là một loài thực vật có hoa trong họ Măng tây. Loài này được (Durand) S.Watson mô tả khoa học đầu tiên năm 1879.

## Hình ảnh

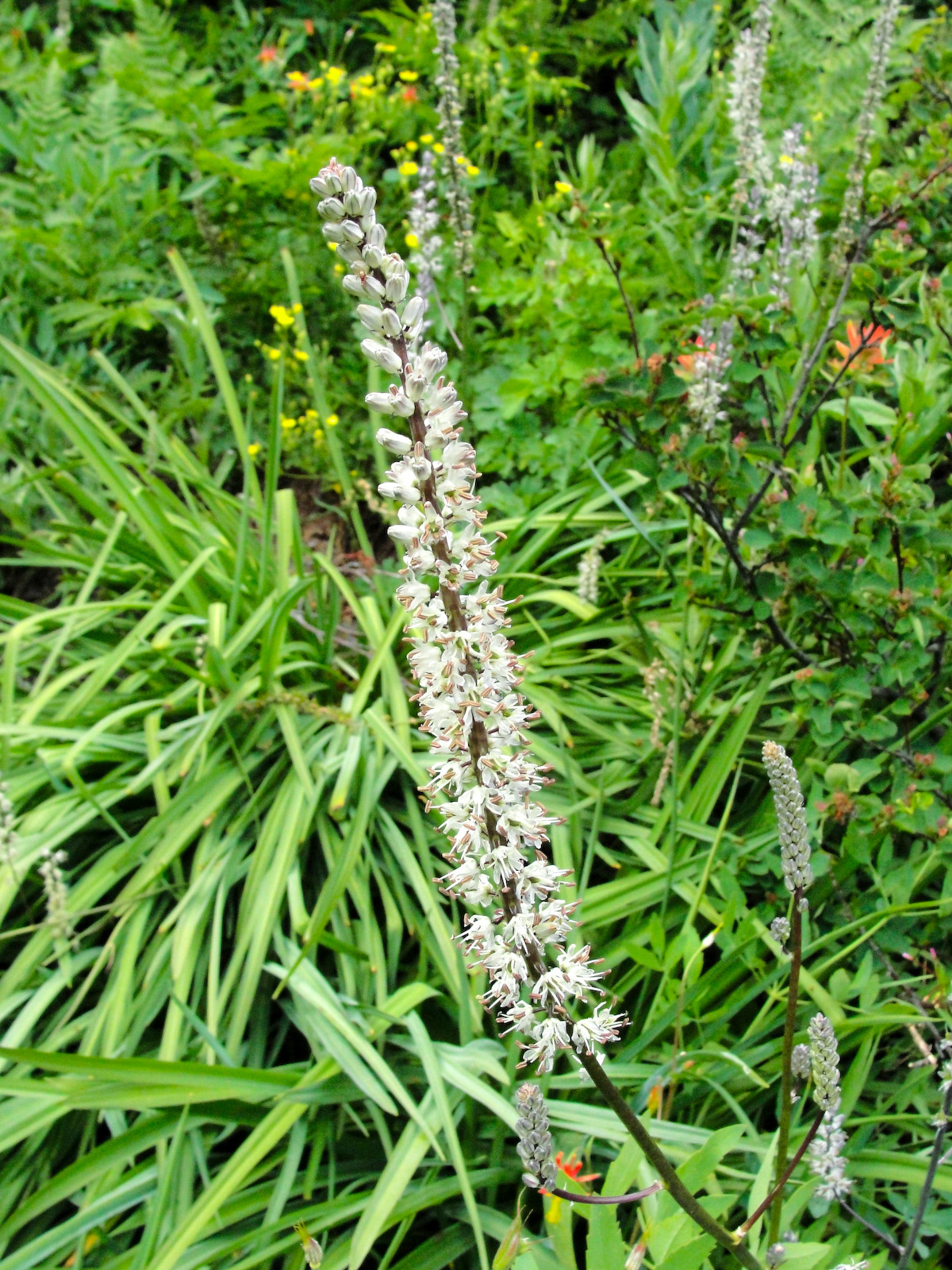